# Zona Vermelha da NFL
NFL RedZone (estilizado como NFL RedZone da NFL Network) é um canal de televisão esportivo americano de propriedade e operado pela NFL Network desde 2009. Como um evento "especial" exclusivo, ele é transmitido aos domingos durante a temporada regular da NFL, iniciando às 13h (horário do leste) e continuando até as 20h (horário do leste), ou até o término do último jogo da janela da tarde. A RedZone oferece cobertura simultânea de todos os jogos da tarde de domingo que estão sendo transmitidos pela CBS e pela Fox. Sua última transmissão em 2023 ocorreu em 7 de janeiro de 2024.
A RedZone é produzida nos estúdios da NFL Network e tem como apresentador Scott Hanson. O programa vai ao ar sem intervalos comerciais. O canal se destaca por exibir "cada touchdown de cada jogo" e tem uma forte conexão com o Fantasy Football, fornecendo informações sobre desempenho notável e acompanhando diversas realizações estatísticas ao longo da tarde. A RedZone monitora a cobertura dos jogos tradicionais de domingo às 13h e os jogos "atrasados" às 16h05/16h25, oferecendo uma visão abrangente e dinâmica das partidas.
RedZone é oferecido por vários provedores de cabo, Dish Network e smartphones Verizon Wireless e DIRECTV a partir da temporada de 2023. Essa alteração foi feita quando o YouTube comprou os direitos do NFL Sunday Ticket .
A RedZone também é transmitida ao vivo internacionalmente, sendo exibida no Reino Unido pelo canal de televisão Sky Sports Mix, no Canadá e na Itália pelo DAZN. Essas transmissões ocorrem todos os domingos à noite, totalizando sete horas de cobertura ininterrupta. A transmissão internacional é uma reprodução direta do feed americano, sem intervalos comerciais, apresentando cobertura ao vivo dos jogos iniciais e finais, com a apresentação de Scott Hanson. Os telespectadores internacionais têm a oportunidade de acompanhar a conclusão do último jogo tardio, se necessário, enquanto a versão nacional encerra devido ao programa Football Night in America na NBC.

## Formatar
No dia do jogo, o canal RedZone inicia sua programação às 12h55, horário do Leste dos EUA. Um relógio de contagem regressiva é exibido, marcando os minutos e segundos até o início da cobertura do jogo. Em 6 de dezembro de 2020, o canal celebrou sua 200ª semana de transmissão desde sua estreia.

### Chicoteie a cobertura
Às 1:00 pm (horário do Leste), o programa RedZone começa e imediatamente mergulha em visualizações ao vivo em toda a liga. O apresentador Scott Hanson faz uma breve introdução do dia, destacando as principais histórias em desenvolvimento, enquanto as equipes estão se preparando para o pontapé inicial. Quando o primeiro pontapé inicial acontece, Hanson anuncia entusiasticamente: "Sete horas de futebol sem comerciais... comece agora!" A cobertura inicial se concentra nos pontapés iniciais e oferece uma análise breve dos primeiros esforços que estão sendo estabelecidos. Geralmente, a cobertura é exibida em tela inteira, com um jogo específico como foco principal no momento. A transmissão é uma reprodução direta do feed e dos comentários da transmissão da CBS ou Fox, com apenas comentários ocasionais e geralmente breves de Hanson, conforme necessário.
A cobertura às vezes muda para tela dividida, apresentando dois, três, quatro ("quad-box"), cinco ("Penta-box") ou até oito ("Octo-box") feeds de jogos simultaneamente. Os produtores no estúdio monitoram todos os feeds de jogos em andamento e decidem qual jogo apresentar a qualquer momento. As regras de blackout da NFL não se aplicam ao RedZone, e as exibições ao vivo de jogos sujeitos a blackout ainda podem ser transmitidas em todos os mercados.
Sempre que um time alcança a zona vermelha, a cobertura muda para uma exibição ao vivo em tela inteira da transmissão televisiva daquele jogo. O objetivo é capturar um possível resultado de pontuação, seja um touchdown ou um field goal. No entanto, os outros jogos continuam sendo monitorados, caso surja a necessidade de mudar para outro feed rapidamente. As tentativas de field goal fora da zona vermelha são ocasionalmente mostradas, seja ao vivo ou em replay, especialmente se forem significativas para o resultado do respectivo jogo.
À medida que os jogos entram no intervalo, a cobertura se volta para aqueles que ainda estão concluindo o segundo quarto, mesmo que não haja equipes na zona vermelha. Alguns jogos menos competitivos, que de outra forma não receberiam tanta atenção, podem ser destacados por alguns minutos, com o intuito de preencher a transmissão com o máximo de cobertura de futebol ao vivo possível. Assim que os jogos mais emocionantes começam a retornar no terceiro quarto, o início do segundo tempo geralmente recebe prioridade.

### Períodos fora do ar
Após o encerramento da transmissão diária, por volta das 9:00 pm, o RedZone fica fora do ar até o domingo seguinte. Durante a semana, assim como nos playoffs e na entressafra, é exibido um anúncio genérico de cartão de título, acompanhado da música da NFL Films. No entanto, os provedores de cabo podem sobrepor seu próprio cartão de título vinculado. É importante observar que os provedores não têm permissão para utilizar o espaço do canal para outros fins durante o período em que o RedZone está fora do ar.
Embora o canal RedZone seja normalmente utilizado apenas aos domingos, durante os jogos das 13h e das 16h (horário do Leste), há uma exceção. No único caso em que o Dia de Natal ocorre em um domingo e a programação completa dos jogos da tarde da semana 16 é alterada para sábado, o canal RedZone é ativado para a programação da tarde de sábado.
O RedZone não é transmitido durante as noites de quinta-feira, domingo à noite, segunda-feira à noite, nem durante quaisquer jogos independentes de sábado à noite. Além disso, não há cobertura para jogos da NFL International Series agendados para o horário da manhã de domingo. O canal também não abrange os jogos de Ação de Graças ou os jogos da pós-temporada.

### Pré-temporada
Ao longo de 2013, em noites selecionadas da pré-temporada, uma cobertura especial "whip around" foi transmitida na rede principal da NFL. Essa transmissão seguiu o mesmo estilo do RedZone, utilizando a mesma equipe de produção e apresentador.
A partir de 2014, a cobertura "gigante" da pré-temporada foi transferida para o próprio canal RedZone. Em quatro noites selecionadas de agosto, o RedZone foi ao ar como parte de uma prévia gratuita do serviço para todos os provedores. A semana 1 (na sexta-feira) e as semanas 2 a 3 (no sábado) da pré-temporada apresentaram a conhecida cobertura "giro". A transmissão utilizou feeds de cobertura nacional e local, visto que a maioria dos jogos da pré-temporada é transmitida por redes esportivas regionais ou "redes estaduais/de seleções", compostas por estações de transmissão locais. A cobertura teve início às 7h, horário do leste dos EUA.

### Disponibilidade
O RedZone Channel está disponível na maioria dos provedores de televisão por assinatura nos Estados Unidos que oferecem a NFL Network e é apresentado em definição padrão e alta definição. A disponibilidade do canal pode variar de acordo com o nível de serviço do assinante. Alguns provedores podem incluir a NFL Network em seu pacote principal digital, enquanto o RedZone pode ser oferecido como um canal adicional em um pacote de esportes digitais, sujeito a um custo extra.
O acesso ao canal está disponível através do aplicativo móvel Watch NFL Network, usando as credenciais de "TV Everywhere" do assinante, se fornecido pelo provedor de serviços, ou por meio do aplicativo de visualização próprio do provedor. Antes da temporada de 2018, este aplicativo era uma das poucas exceções, onde algum tipo de acesso aos jogos da NFL era oferecido além dos assinantes da Verizon Wireless, devido à exclusividade dos direitos móveis desse provedor. Naquela temporada, o Yahoo Sports, de propriedade da Verizon, abriu suas transmissões ao vivo da NFL para usuários de outras operadoras de telefonia móvel.
Considerando os 18 domingos da temporada regular da NFL e até cinco transmissões especiais durante a pré-temporada, a RedZone realiza um total de 18 a 22 transmissões por ano.
No Reino Unido, NFL RedZone é transmitido na íntegra pela Sky Sports Mix .
Entre 2014 e 2019, NFL RedZone foi ao ar na Austrália pela ESPN Austrália .
No Canadá, a partir de 2020, o NFL RedZone está incluído para assinantes do TSN por meio do TSN.ca e do aplicativo móvel TSN Go. Uma versão em francês também está disponível em RDS .ca e RDS Direct.
ESPN Latin America começou a transmitir NFL RedZone em 2016. Possui dois pares de locutores em espanhol, um para os primeiros jogos e outro para os últimos jogos.
Na Espanha, a partir de 2021, NFL RedZone é transmitido na íntegra no Deportes por Movistar Plus+ .

### Crítica
A RedZone geralmente recebeu críticas favoráveis a positivas, sendo seu produto considerado uma forma de nova mídia. No entanto, algumas críticas surgiram em relação à percepção de desigualdade na cobertura de todos os jogos da liga, à limitação de ver excelentes desempenhos defensivos das equipes (além dos resultados defensivos) e à ênfase em jogadores individuais em detrimento das equipes como um todo. Jogos no intervalo "inicial" que se tornam desequilibrados às vezes são completamente ignorados, exceto por replays muito breves de touchdowns para cumprir a promessa de mostrar "cada touchdown de cada jogo" ou para preencher o tempo quando outros jogos estão em comercial. Um jogo sem gols ou com pontuação muito baixa pode não atrair muita atenção até o final, especialmente se estiver empatado. Além disso, muitos torcedores ainda preferem assistir aos jogos completos. Outras críticas incluem o tratamento de jogos medianos sem implicações de playoff ou posicionamento no draft, que tendem a receber menos destaque nas últimas semanas da temporada, sendo apenas superficialmente cobertos com destaques, estatísticas de fantasia e pontuações.
Uma fonte de críticas surge do potencial da RedZone em afastar os espectadores das transmissões tradicionais da CBS e da Fox, além de desvalorizar os valores comerciais para os anunciantes. Na temporada de 2021 da NFL, quando a Fox detinha cobertura nacional para os dois últimos jogos durante a Semana 3, a rede modificou seu gráfico de placar nesses jogos, resultando no corte do relógio de jogo e do indicador de quarto pelo ticker da RedZone. Essa decisão foi vista como uma tentativa de incentivar os espectadores a assistir aos jogos em suas respectivas estações locais da Fox. Inicialmente, isso levou a RedZone a sobrepor sua própria caixa de pontuação e gráfico de tempo. Em 2022, a RedZone adotou uma abordagem diferente, optando por ocultar completamente seu ticker ao transmitir simultaneamente jogos da Fox com pontuações mais baixas. Essa mudança parece ser uma resposta à necessidade de acomodar ambas as audiências e minimizar qualquer impacto negativo sobre as transmissões tradicionais e seus anunciantes.

### Incidente de alarme de incêndio
Durante a cobertura da semana 12 em novembro de 2023, um alarme de incêndio foi acionado no estúdio Inglewood da NFL Network, interrompendo uma transmissão ao vivo da zona vermelha. Isso levou Hanson e a equipe de produção da RedZone a serem evacuados do estúdio por um breve período, resultando na correção da transmissão para o jogo entre Bills e Eagles daquela semana. Posteriormente, ficou confirmado que o alarme era um falso alarme, e Hanson retornou ao estúdio, com a transmissão sendo retomada normalmente. Vale ressaltar que o alarme não teve impacto no jogo entre Ravens e Chargers, que estava ocorrendo no estádio SoFi, localizado do outro lado da rua em relação ao estúdio.

## Canais semelhantes

### Canal da Zona Vermelhada DirecTV
O canal NFL RedZone não deve ser confundido com o antigo quase idêntico Red Zone Channel, um serviço que foi incluído como parte do pacote esportivo fora do mercado da DirecTV NFL Sunday Ticket, e foi apresentado por Andrew Siciliano .
Apesar de seus nomes e formatos semelhantes, os dois canais eram independentes um do outro, sendo o serviço DirecTV lançado antes do RedZone e administrado pela NFL Network. Em dezembro de 2022, com o anúncio de que os direitos do NFL Sunday Ticket seriam exclusivos para o YouTube, foi confirmado que o serviço não produziria seu próprio equivalente e, em vez disso, simplesmente distribuiria o RedZone. A transmissão final ocorreu em 8 de janeiro de 2023.

### Linha de gol da ESPN
A ESPN Goal Line transmitiu transmissões ao vivo de jogos de futebol americano universitário em formato e estilo semelhantes ao NFL RedZone . Apresentado por Matt Schick. Fundado em 2010, o canal encerrou suas operações em 2020.

### A viagem de domingodo SiriusXM
Além do canal RedZone, um serviço semelhante é transmitido simultaneamente na Sirius XM NFL Radio, apresentado por "Judge" Steve Torre e Bill Lekas, com Zach Gelb substituindo quando Torre não está disponível. O programa Sunday Drive monitora todos os jogos em andamento na liga durante os jogos da tarde de domingo. Sempre que uma equipe entra na zona vermelha, o programa entra na transmissão ao vivo da rádio local da equipe para cobrir possíveis ações de pontuação. Até 2014, quando foi substituído pelo programa de estúdio NFL GameDay Live, esse áudio também era transmitido pela NFL Network durante os jogos da tarde de domingo. Nesse formato, era sobreposto com pontuações textuais e estatísticas para evitar qualquer forma de competição com os parceiros de transmissão da liga. No passado, o Sunday Drive apresentava um formato mais semelhante a um "carrossel", onde os repórteres de cada jogo forneciam informações por telefone sobre o placar básico, pontuações de jogadas e estatísticas, semelhante à abordagem de muitas redes e estações de rádio esportivas que não transmitem jogos ao vivo.

### Blitz de futebol universitáriode Learfield
Semelhante ao The Sunday Drive acima, a Learfield fornece um serviço de rádio para o futebol universitário que é transmitido no serviço de rádio ESPNU da Sirius XM e no aplicativo The Varsity Network da Learfield (anteriormente transmitido no TuneIn antes do lançamento da Varsity Network), para as escolas que utilizam a Learfield para produzir e distribuir suas transmissões. A partir de 2015, o College Football Blitz vai ao ar aos sábados durante a temporada de futebol universitário, do meio-dia à meia-noite, horário do leste, e, assim como o The Sunday Drive, interrompe as transmissões dos times locais para possíveis ações de pontuação. O programa é apresentado por Stephen Hartzell, com Phil Brame e Adam Witten às vezes assumindo o controle durante a noite.

### NBA CrunchTime
A NBA produz um programa chamado NBA CrunchTime, que está disponível através do aplicativo da NBA e apresenta visualizações ao vivo dos jogos da NBA. Desde a temporada 2015-16 da NBA, o programa é transmitido na NBA TV, e começou a ser exibido no aplicativo da NBA em 2022. O NBA CrunchTime vai ao ar todas as segundas-feiras à noite, das 20h30 à 1h, horário do leste do dia seguinte. Edições especiais podem ocorrer em outras noites da semana, dependendo da programação da televisão nacional da NBA. O programa é apresentado por Jared Greenberg e Channing Frye. Para proteger os direitos de transmissão das diversas redes esportivas regionais que transmitem jogos da NBA, cada jogo é limitado a cinco visualizações ao vivo. Além disso, o programa tem restrições à transmissão de destaques de jogos entre seis e dois minutos restantes do quarto período.

### Futebol
Programas do tipo "Whiparound" também foram produzidos para ligas de futebol profissional. Em 2016, a NBC Sports lançou o Goal Rush, oferecendo cobertura rápida da Premier League inglesa. Inicialmente transmitido no aplicativo NBC Sports e NBCSports.com, o programa mudou para o serviço Peacock quando este foi lançado em 2020. Em 2020, a CBS Sports iniciou a transmissão de The Golazo Show na CBS Sports Network e Paramount+, oferecendo cobertura dos jogos da UEFA Champions League e da Liga Europa. No ano de 2023, com o lançamento do MLS Season Pass, a plataforma Apple TV+ lançou o MLS 360, apresentando cobertura ao vivo da Major League Soccer. A ESPN também introduziu uma versão "Whiparound" da Bundesliga no mercado dos EUA no outono de 2023.